# No le digan a mi madre
No le digan a mi madre (Don't Tell My Mother en inglés) es un programa televisivo presentado por Diego Buñuel y emitido por el canal de cable National Geographic Channel (Nat Geo).

## Presentación y generalidades
Durante unos diez años, Buñuel un reportero francés de origen español que ha sido corresponsal extranjero para la televisión francesa, cubriendo varios países como Afganistán, Irak o el Congo (Kinshasa) y otras zonas con altas temperaturas en el mundo. Cada vez que salía al extranjero para realizar uno de sus reportajes, decía a la oficina de su equipo de producción en París “No le digan a mi madre que estoy en X, eso la pone realmente nerviosa”.
Luego de haber viajado repetidamente durante algunos años, Buñuel se dio cuenta de que los informes internacionales de prensa -de los cuales él también solía formar parte- solo se tendían a enfocar en los peores titulares posibles. Por lo tanto, él decidió embarcarse en un esfuerzo más bien inusual: hablar acerca de algunos países tratados por los medios, pero en lugar de solo enfocarse en los mismos tipos de historias básicas “negativas”, intentó ver más allá para tener una visión más completa de la gente de dichos países, de su cultura y de los intereses populares comunes que se elevan por encima de los reportes de prensa diarios enviados por las principales agencias de noticias occidentales.
No le digas a mi madre va cruzando todo el globo terráqueo a medida que Buñuel se detiene en bulliciosas megaciudades, algunas de las cuales están plagadas con las abrumadoras demandas derivadas de brindar vivienda a millones de residentes. Pero todas estas urbes están creciendo con la esperanza de miles de recién llegados que arriban diariamente en busca de nuevas y mejores oportunidades socioeconómicas. Sea que él haya pasado una noche en una de las partes más peligrosas de la megalópolis brasileña de São Paulo con un grupo de artistas de graffiti que sueñan con poder inspirar un cambio social radical, se haya disfrazado en la capital bangladesí de Daca o haya participado de carreras de dragsters en la ciudad sudafricana de Johannesburgo, Diego “revela el corazón y alma de estas diversas metrópolis”.
En el programa, Buñuel comenta “Viajar es mi pasión – Estoy fascinado por las destacables historias que cada país tiene para ofrecer. Fue este deseo el que me guio a viajar por el mundo - a Pakistán, Venezuela, Irak y más – buscando historias y encontrando a gente fascinante a lo largo del camino. Fue una gran travesía, a veces viajando a lugares peligrosos, lo cual es el porqué nunca le dije a mi madre dónde estaba viajando - miren mi video de mi viaje aquí, fotos y blogs de mi viaje aquí, pero háganme un favor – No le digan a mi madre”.

## Primera temporada

### Afganistán
En este episodio, realizado varios años después de la guerra en Afganistán, el televidente oirá nuevas historias provenientes de un país donde la destrucción, las mutilaciones y la muerte han llegado a reinar por momentos. Sin embargo, cada día que pasa millones de personas en Afganistán continúan sus vidas, riéndose y luchando para hacer de sus respectivas ciudades y de su país un mejor lugar. Estos son los individuos que han atraído la atención
Buñuel realiza un viaje de 52 minutos por tierra desde la capital Kabul hasta la ciudad de Kandahar, la cual ha sido un foco de la insurgencia Talibán durante cierto tiempo, deteniéndose momentáneamente en las ciudades de Mazari Sharif y Herat.
Desde la cancha de golf en Kabul hasta una mujer piloto militar de helicóptero hasta una entrevista con una persona parecida al Mullah Omar que estuvo escondiéndose durante dos años seguidos, hasta el primer club nocturno abierto a los afganos, Buñuel intenta descubrir historias inusuales y hasta fascinantes acerca de un país que muchos han intentado reducir a burkas, combatientes barbados y cultivos de amapola para producir el ilegal pero desde el exterior demandado opio.

### Balcanes
Años después de haber servido como un soldado francés en Bosnia, Buñuel regresa -aunque esta vez ya como periodista- a la históricamente conflictiva región europeo-oriental de los Balcanes, donde las tensiones aún crepitan por debajo de la superficie y el menor paso en falso podría reabrir las dolorosas viejas heridas relacionadas con los pasados enfrentamientos étnicos o religiosos. Diego emprende un viaje de unos 3.200 kilómetros por carretera a través de las repúblicas de Croacia, Bosnia-Herzegovina, Serbia y el disputado territorio de Kosovo, descubriendo un área geográfica que se está recuperando de los estragos causados por la guerra
En la ciudad bosnia de Srebrenitsa (Srebrenica), encuentra con una mujer bosnia de religión musulmana que está a cargo del hallazgo de las tumbas masivas o fosas comunes de más de 8.000 hombres y niños mahometanos que fueron masacrados pocos días después de haberse atrevido a declarar su independencia de Serbia
Buñuel también visita una granja en la localidad de Tuzla, donde brotan burbujas de petróleo del suelo. En Serbia,  realiza una visita guiada a los lugares que solía visitar de incógnito el criminal de guerra Radovan Karadzic, antes de visitar a un serbio nostálgico que ha recreado a la antigua Federación Yugoslava en el patio de su casa, incluso presentándole a Diego su propio “pasaporte” yugoslavo.
Finalmente, para poder ingresar de forma más segura al disputado territorio de Kosovo, debe quitar el número de patente de su automóvil. Una vez allí, se encuentra que el responsable del nuevo himno “nacional” kosovar, así como con el equipo local de fútbol, el cual sueña poder competir contra selecciones extranjeras.

### Congo
En esta oportunidad, Buñuel viaja al Congo-Kinshasa (la autodenominada República Democrática del Congo, conocida como Zaire entre 1971 y 1997), un país azotado por la pobreza e indigencia, la inestabilidad política e incluso la violencia de parte de pandillas.

### Pakistán
El periodista británico Amar Bassey se disfrazó de un hombre perteneciente a una tribu local afgana, para así poder estar más cerca de los nativos y hasta mimetizarse con ellos, de tal forma de poder escribir de forma más precisa acerca de la vida cotidiana del limítrofe Afganistán. De esa manera, logró obtener una gran historia periodística, pero cuando él y su leal guía fueron detenidos en la frontera con Pakistán, Amardeep fue acusado de espionaje, debió enfrentar o sufrir tortura y prisión junto a supuestos endurecidos miembros veteranos de la red terrorista islámica Al Qaeda.

### Corea del Norte
Después de haberse visto forzado a dejar su teléfono celular, su dispositivo GPS e incluso los periódicos que tenía en su poder antes de haber podido ingresar a este muy hermético Estado, Buñuel parece posar como un actor para poder ingresar a Corea del Norte. Cada movimiento que él realiza es constantemente monitoreado por dos guías turísticos que por momentos parecen ser guardias de seguridad, y que lo escoltan a cualquier lado donde él se dirige. Al comenzar su visita a la capital de Pionyang, Buñuel es alojado en un hotel construido sobre una isla, para evitar que los turistas extranjeros puedan interactuar con los habitantes locales, y donde aparentemente todos las habitaciones contendrían micrófonos ocultos.
Al concurrir a una presunta “misa católica” en Pionyang, Buñuel se entera de que no existen sacerdotes ordenados en Corea del Norte (y que por lo tanto respondan a la doctrina de la Santa Sede y acepten la supremacía eclesiástica del papa). Por el contrario, dicha supuesta “misa” es encabezada por un “cura” que pertenece al comunista Partido de los Trabajadores de Corea. Buñuel también visita una feria donde los niños tienen la oportunidad de “matar imperialistas estadounidenses” usando armas de juguete y balas de utilería.
Aventurándose hacia el mayor estadio del mundo (el Estadio Reungrado Primero de Mayo), el cual fue oficialmente inaugurado el 1° de mayo de 1989 y tiene una capacidad máxima de nada menos que unos 150.000 espectadores. Buñuel observa a unas 100.000 personas haciendo una colosal presentación en conmemoración del 60 aniversario del régimen comunista norcoreano (el cual fue originalmente establecido en 1948). Mientras que esta monumental festividad intenta presentar una imagen de aparente felicidad e inquebrantable unidad, el cuadro no es tan pintoresco en las áreas rurales del país. Los efectos de la pobreza, las hambrunas y la opresión están profundamente marcados en los rostros de la gente, así como en el propio paisaje local.
Incluso en la relativamente próspera (para los estándares norcoreanos) ciudad de Pionyang, los signos de la represión política son omnipresentes, desde el limitado número de bailes permitidos, (entre 5 y 7, según un miembro del Partido) consultado, hasta las imágenes del “querido líder” Kim Jong-il (las cuales parecen estar prácticamente en cada esquina).

### Colombia
Conocida mundialmente por el tráfico de drogas, las armas y los secuestros (algunos de los cuales eran realizados por las izquierdistas FARC), Colombia se ha ganado cierta reputación de país peligroso.
Diego tiene un primer contacto con el por momentos amenazante estilo de vida de la nación, luego de encontrarse con un sastre que se especializa en la confección de prendas a prueba de bala, incluyendo desde chalecos o camisetas antibala hasta trajes.
En el país que produce aproximadamente el 80% de la cocaína consumida en el mundo, Buñuel participa de una patrulla junto a los agricultores locales que tienen la tarea de destruir -una por una- plantas de coca, ante la amenaza representada por minas colocadas por la guerrilla. Después de haber llegado a la gran ciudad de Medellín (la segunda más poblada del país), Diego visita el hogar abandonado del histórico zar de la cocaína Pablo Escobar Gaviria, visita el parque temático lleno de grandes estatuas de dinosaurios, además de ver a los hipopótamos que el muy conocido narcotraficante tenía como mascotas. Diego también se encuentra con uno de los antiguos pistoleros a sueldo de Pablo, quien ahora les relata a los niños historias acerca de sus antiguos socios caídos y amigos caídos.
En la apodada “Carretera del hombre muerto”, Buñuel se dirige a Cali, la tercera ciudad más poblada del país. La "industria" del secuestro llegó a ser tan importante que una estación radial ha creado el programa Voces de rehenes para que los familiares puedan mandar mensajes a sus seres queridos que se encuentran secuestrados.
A pesar de la guerra civil que había dividido a Colombia, la violencia política ha disminuido paulatinamente y e el país ha dado varios pasos hacia adelante. En la prisión de Picalena, Buñuel es testigo de algo que en cierto modo simboliza dicho hecho. Se trata de un guardia que ha ayudado a reunir a algunos detenidos que eran paramilitares de derecha con antiguos guerrilleros de izquierda, a través de una táctica que inicialmente tal vez se presentaba como improbable: el fútbol.

### Tierra Santa (Israel y los territorios palestinos)
Después de cinco guerras y dos intifadas, los diarios matutinos siguen todavía estando llenos de informes acerca de más enfrentamientos armados, bombardeos aéreos, ataques suicidas o con cohetes, los cuales han tenido lugar a intervalos durante unos 60 años (tras la fundación del estado de Israel en 1948).
A pesar de todo eso, Buñuel lleva a los televidentes en un viaje tras bambalinas a través de otra región que tienen una particularmente mala reputación, desplazándose desde la Franja de Gaza hasta la milenaria ciudad de Jerusalén, haciendo escalas en algunos territorios palestinos ocupados por Israel. Buñuel se encuentra con algunos variopintos individuos, entre ellos un impresor que simpatiza con los mártires de la Gaza, Nadim -quien es un cervecero cristiano que trabaja en tierras musulmanas- Lucy -quien rescata a burros en el territorio palestino- y raperos en una despedida de soltero local.

### Venezuela
Las dos principales exportaciones de Venezuela son el petróleo y el denominado socialismo del siglo XXI, y Buñuel se interna en el corazón de la ciudad capital de Caracas. Diego se tropieza con una protesta socialista donde las tensas relaciones con los Estados Unidos en relación con la política y al petróleo están muy presentes en las menes de los participantes de la misma. 
Pero mientras que las políticas implementadas por el gobierno chavista han hecho que el gas sea increíblemente barato para los venezolanos -tan solo unos pocos centavos de dólar por litro de gas licuado- las regulaciones gubernamentales han desincentivado notablemente la inversión privada en el fundamental sector alimenticio, derivando en una relativamente importante carestía de comida que ha forzado al gobierno a tener que importar una creciente cantidad de alimentos. Asimismo, Buñuel se infiltra en la frontera colombiana para investigar el contrabando de gas.
En la zona rural de San Felipe la reforma agraria les está dando tierras a los antiguos trabajadores azucareros, en desmedro de quienes fuesen sus jefes o patrones. Con un machete y algunas antiguas cintas de video VHS, los trabajadores marcan los límites de su propiedad, esperando que ésta sea reconocida por la oficina del alcalde local.
En la barriada caraqueña de Antimano, Buñuel juega un partido informal de baloncesto y visita un área donde existe una escuela callejera, es decir, al aire libre.
En los Andes venezolanos, Diego sigue a dos voluntarios que transportan una biblioteca móvil en mula, para ayudar a las familias cuyos hijos van a la escuela en las montañas.

### Irak
Flanqueado por guardaespaldas, Buñuel debe alterar su rutina de entrevistas después de haber ingresado a un país bajo ocupación militar estadounidense y en un intermitente estado de guerra civil de baja intensidad entre las facciones islámicas sunitas y chiítass, donde las búsquedas, cacheos y toques de queda nocturno son rutinarios desde hace algunos años.
En el barrio cristiano de la capital iraquí de Bagdad, Diego visita el relativamente floreciente mercado de bonos iraquí, donde diariamente de comercian acciones por valor de unos USD 5 millones. No obstante, Diego encuentra que la bolsa de valores no es el único negocio que está prosperando en el Irak posterior al régimen de Saddam Hussein, sino que los también los gimnasios están viendo un significativo incremento en su popularidad, debido a que varios hombres ingresan a ellos para ganar músculos, con la esperanza de obtener trabajos bien pagos en el área de la seguridad.
En un tal vez inicialmente inesperado concierto de heavy metal, Buñuel se encuentra con algunos jóvenes rebeldes iraquíes cuyo amor por ese género musical así como sus largos cabellos y barbas desgreñadas los pueden poner en problemas con la bastante conservadora sociedad del país.
Buñuel también es testigo de un entierro ritual de 1.300 años de antigüedad en la necrópolis de Najaf, la cual -con algunos millones de individuos enterrados- es una de las más grandes del mundo,[cita requerida] además de también visitar un museo de la tortura en la localidad de Sulaymaniyah, el cual conmemmora las atrocidades cometidas por el gobierno de Hussein contra la minoría kurda de Irak.

### Irán
Mientras que uno usualmente no asociaría a Irán con el género del hip-hop, Buñuel presencia un espectáculo underground de rap en la ciudad de Teherán, la cual incluye la actuación de un hijo de un mulá (mullah) local. También asiste a las “Olimpíadas de lectura del Corán”, que tiene una gran cantidad de seguidores y a la cual asisten representantes provenientes de más de 30 países aprenden de memoria y recitan capítulos enteros del libro sagrado del islam. Después de encontrarse con un comerciante de antigüedades judías en la capital iraní, Diego comparte alcohol obtenido a partir de la tradicional fermentación de uvas, antes de visitar una de las sinagogas de la ciudad y dirigirse hacia el parlamento iraní junto a uno de sus pocos miembros de origen judío. En el Museo de Arte Contemporáneo de Teherán, Diego examina obras de Monet, Pablo Picasso, Jackson Pollack, Andy Warhol y otros- todos los cuales han sido mantenidos en el sótano desde el triunfo de la Revolución islámica iraní de 1979.
En Isfahán, acepta participar de un juego local de baloncesto y luego impacta a la ciudad con un jugador estadounidense que encuentra el estrellato en Irán. En el mar Caspio, Diego acompaña a policías que monitorean las aguas en busca de pescadores furtivos de esturiones, los cuales son muy deseados por sus huevas o caviar.

## Segunda temporada
Mientras que en la primera temporada de No le digan a mi madre, Buñuel visitó lugares particularmente conflictivos o difíciles de acceder, en la segunda se dedicó a visitar algunas de las principales ciudades de ciudades del mundo.

### Johannesburgo
Esta gran ciudad de Sudáfrica se ha elevado hasta convertirse en el principal centro económico y financiero del África. Buñuel mostrará una faceta sorprendente de esta vibrante urbe, que en tiempos del apartheid forzaba a la población de raza negra a vivir en el populoso suburbio de Soweto.

### Tokio
Con más de treinta millones de habitantes, el área metropolitana de Tokio-Yokohama es por lejos la más poblada conurbación del planeta. Buñuel explora la línea donde el pasado tradicional nipón y el presente colisionan. Por momentos, la línea que supera a la realidad y la ciencia ficción es delgada en la tecnificada sociedad japonesa.

### Lagos
Buñuel recorre la capital económica nigeriana (y que también fuese la política hasta 1991, cuando fue reemplazada por la ciudad de Abuya), para intentar averiguar por qué esta aglomeración de varios millones de habitantes recibe a tanta gente nueva cada día que pasa, a pesar de sus problemas de pobreza, contaminación y embotellamientos de tráfico.

### Delhi
Buñuel viaja a la gran ciudad india de Delhi (no confundir con el pequeño suburbio de Nueva Delhi, la cual es la sede del gobierno federal de la India. Quiere ver de primera mano el explosivo crecimiento de su economía -lo cual es evidenciado por su desordenado y por momentos caótico tránsito- que ha estado teniendo esta urbe de casi 20 millones de habitantes, la cual ha tenido atraído una inmigración masiva desde principios de la década de 1990.

### Ciudad de México
En la gran capital mexicana, cuya zona metropolitana es solo comparable en América Latina a la de São Paulo. Además de visitar un museo policial -aunque no abierto al público en general- especialmente dedicado al narcotráfico (el cual muestra algunos extravagantes objetos suntuarios incautados a contrabandistas de drogas). También se pone un traje especial de buzo con escafandra para sumergirse en un estanque de tratamiento de aguas negras o residuales, huye de perros policía del servicio inmigratorio, e intenta descubrir qué tan creativos realmente son los residentes de la capital azteca.

### São Paulo
En la capital económica del Brasil, cuya aglomeración solo es comparable a la de la Zona Metropolitana del Valle de México en Latonoamérica. Mientras que los paulistas más ricos sobrevuelan la megalópolis en sus propios helicópteros para evitar las atestadas calles y avenidas de la urbe (de hecho, existen más aeronaves de este tipo registradas en el área de San Pablo que en cualquier otra ciudad del mundo, a excepción de la estadounidense Nueva York).
Buñuel se mezcla con artistas de graffiti y hasta tiene que esquivar algunas balas en su búsqueda por el hilo conductor que une a los extremos más pobres y ricos de la gran megalópolis.

### Beirut
Diego Buñuel visita la capital del Líbano, la cual parece haberse recuperado de las secuelas de la guerra civil de 1975-1990. Buñuel viaja desde la soleada costa sobre el Mar Mediterráneo hasta unos picos nevados, hasta encontrarse con un sorprendente mercado negro en la propia Beirut.

### El Cairo
Bajo el resplandor dorado del Sol, la capital de Egipto -la cual es con gran diferencia la mayor ciudad de habla árabe del mundo- se extiende hasta donde los ojos permiten ver. Diego Buñuel explora los elementos antiguos y modernos que le dan forma a esta atestada urbe.

### Daca
Buñuel comienza su viaje en el área de la capital de Bangladés, donde el concepto de “jungla urbana” parece haber cobrado un significado totalmente nuevo y hasta literal, ya que por momentos da la impresión de que en esta región los monos macacos parecen haber tomado el control.

### Manila
La capital del archipiélago de las Filipinas -cuya área metropolitana supera los 10 millones de habitantes- enfrenta algunos de los peores problemas urbanos del mundo, pero Buñuel rápidamente se entera de que hay un lado electrizante y no convencional respecto de la ciudad y su gente.